# ادگار ژیوری
ادگار ژیوری (فرانسوی: Edgar Givry‎؛ زادهٔ ۹ اوت ۱۹۵۳) بازیگر اهل فرانسه است.
از فیلم‌ها یا برنامه‌های تلویزیونی که وی در آن نقش داشته است، می‌توان به ناوارو، ساکت باش، لانه، بازی شام و کمد اشاره کرد.